# StayFriends
StayFriends ist eine Website zum Finden und Verwalten von Schulfreunden bzw. Mitschülern. Sie ist nach eigenen Angaben mit mehr als 14 Millionen Einträgen an über 70.000 Schulen und rund 11.000 über ihre Plattform organisierten Klassentreffen (Stand: 24. Februar 2014) der führende derartige Suchdienst in Deutschland. Er ist in seiner Basisversion kostenlos; für die Nutzung des vollen Funktionsumfangs muss eine kostenpflichtige Gold-Mitgliedschaft abgeschlossen werden, die sich automatisch nach Ablauf der Laufzeit verlängert.

## Unternehmen
Die in Berlin ansässige Ströer Connections GmbH betreibt die Online-Plattform StayFriends.de seit August 2002. Der ehemalige Geschäftsführer Michel Lindenberg ist Mitbegründer der Site.
Im Januar 2004 wurde die damalige StayFriends GmbH zu einer hundertprozentigen Tochtergesellschaft von Classmates Online aus Renton, USA, dem Betreiber der Online-Community classmates.com, die ihrerseits bis zum 11. August 2015 zum US-Internetunternehmen United Online gehörte. Danach war StayFriends ein direktes Tochterunternehmen von United Online.
Am 1. April 2016 hat die Ströer SE & Co. KGaA StayFriends von United Online gekauft. StayFriends ist seitdem Teil der Ströer Content Group.
Mit derselben Softwareplattform betreibt die StayFriends GmbH weitere Schwesterseiten in Europa:
- die schwedische Schwesterseite StayFriends.se, bis März 2005 Klasstraffen.se,[1]
- das französische Pendant trombi.com
- die österreichische Plattform stayfriends.at
- die Schweizer Version stayfriends.ch, bis April 2009 Klassenfreunde.ch[2]

Seit 2018 betreibt die Ströer Connections GmbH auch die Partnerbörse lebensfreunde.de. Die Seite richtet sich an die Generation 50+ und hat laut Branchenkenner Henning Wiechers rund 100.000 Mitglieder. Auch auf lebensfreude.de sind viele Funktionen kostenpflichtig. In der Basisversion kann man nur ein Profil anlegen und wird über Events in der Umgebung informiert. Kritisiert wurde von der Seniorenzeitschrift, dass die anfallenden Kosten nicht transparent aufgeschlüsselt waren.

## Funktionsprinzip
StayFriends gibt dem Nutzer die Möglichkeit, sich an einer virtuellen Version seiner ehemaligen Schule mit Namen und Abschlussjahr einzutragen. Die Schulen sind nach Bundesland, Stadt und Schultyp sortiert, und es besteht die Möglichkeit, sich an mehreren Schulen einzutragen. Eine Suchanfrage in der Datenbank zum Wiederfinden von alten Freunden kann über einen Namen, einen Ort oder eine Schule erfolgen.
Während wenige Funktionen kostenlos nutzbar sind, beispielsweise das Suchen nach alten Freunden, sind die meisten Funktionen nur nach dem Entrichten eines Jahresbeitrags verfügbar. So ist zwar das Suchen nach alten Freunden möglich, nicht aber eine einfache Kontaktaufnahme zwischen Basisversionsnutzern.  Das Betrachten von Klassenfotos ist nur in der kostenpflichtigen Version möglich, es sei denn, es handelt sich um selbst eingestellte. Zu den Premiumfunktionen zählt der normale Nachrichtenaustausch mit allen anderen „Gold-Mitgliedern“ sowie das Anzeigen aller Fotos und Profilinformationen und der Klassenfotos. Ein Nachrichtenaustausch zwischen „Goldmitglied“ und Basismitglied ist auch hier nicht möglich. Auch ist das Betrachten von Poesiealben (Gästebuch) (sogar des eigenen) und das Lesen der „Eigenen Seite“ anderer von der „Goldmitgliedschaft“ abhängig. Das Gold-Abo verlängert sich gemäß Voreinstellung automatisch um ein Jahr, wenn die einjährige Laufzeit vorbei ist.

## Datenschutz
Bei StayFriends erfolgt die Anmeldung mit dem realen Namen. Darum erfolgt der Nachrichtenaustausch über ein plattformeigenes Nachrichtensystem. Die eigene E-Mail-Adresse ist für andere Nutzer nur ersichtlich, wenn man diese explizit im Zuge des Nachrichtenaustausches mitteilt. Die Stiftung Warentest hat in ihrem Test „Soziale Netzwerke“ (Ausgabe April 2010) StayFriends mit der Wertung „Erhebliche Mängel“ versehen. Diese Wertung beruhte vor allem auf Mängeln im Bereich Datensicherheit und Jugendschutz. Der Umgang mit Nutzerdaten wurde als gut eingestuft. Mängel an den AGB fanden sich keine. Für Nichtmitglieder sind Einträge in Suchmaschinen wie beispielsweise Google einsehbar, wodurch Vor- und Nachname, Abgangsjahr sowie Art und Name der besuchten Schule in den Suchergebnissen auftauchen können. Die Verbraucherzentrale klagte 2018 gegen diese Voreinstellung und bekam vom Landgericht Nürnberg-Fürth recht. In der Revision beim Oberlandesgericht Nürnberg wurde das Urteil bestätigt.

## Belege
1. ↑  Classmates: Pressemitteilung zur Umstellung der schwedischen Plattform (Memento vom 23. Juli 2007 im Internet Archive)
2. ↑  Klassenfreunde.ch unter neuer Aderesse, Pressemitteilung zur Übernahme von Klassenfreunde.ch, OpenPR, 30. April 2009
3. ↑  Lebensfreunde.de - Freundschaft und Partnersuche ab 50. Abgerufen am 10. April 2019.
4. 1 2 3  Claudia Šabić: Neue Freunde finden – über das Web? (PDF) In: Seniorenzeitschrift 1/2022. S. 76, abgerufen am 10. März 2024: „Speziell an User Ü 50 richtet sich die Seite lebensfreunde.de. Die Seite funktioniert auf dem PC genauso wie als App. Sie richtet sich an Menschen jenseits der 50, die Freundschaften oder Begleiter für Freizeitaktivitäten finden möchten oder auf Partnersuche sind.“
5. ↑  Henning Wiechers: Partnersuche 50 plus: Singlebörsen ab 50 im Test 03/2024. 26. Februar 2024, abgerufen am 9. März 2024.
6. ↑  Silke Wünsch: Untote im Netz. In: dw.com. 2. Mai 2013, abgerufen am 9. März 2024: „Man kann auf stayfriends.de Kontakt mit seinen alten Mitschülern aufnehmen. Kommunizieren ist allerdings nur mit einer kostenpflichtigen Mitgliedschaft möglich. Man bekommt eine Mail, die man zwar lesen, aber nicht beantworten kann. Nur wenn man sich eine sogenannte Goldmitgliedschaft holt.“
7. ↑  StayFriends: Kosten, Kündigung und Account löschen. In: suedkurier.de. 2. Februar 2024, abgerufen am 9. März 2024.
8. ↑  Stiftung Warentest: Soziale Netzwerke: Datenschutz oft mangelhaft test.de, 25. März 2010
9. ↑  NACH KRITIK VON VERBRAUCHERSCHÜTZERN: Urteil gesprochen – StayFriends muss Datenschutz-Voreinstellungen ändern. In: Handelsblatt Online. wiwo.de, 14. Mai 2018, abgerufen am 9. März 2024.